# Plamének palčivý
Plamének palčivý (Clematis flammula) je rostlina z čeledi pryskyřníkovitých (Ranunculaceae). Je to bíle kvetoucí dřevnatá liána. Pochází ze Středomoří, v České republice je občas pěstována jako okrasná rostlina.

## Popis

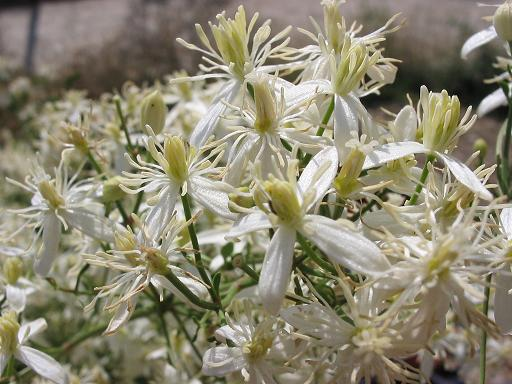
Detail květů

Jedná se o dřevitou liánu, která dorůstá až do 3–6 m délky. Listy jsou nejčastěji 2x lichozpeřené, řapíkaté, řapíkaté jsou i lístky. Lístky jsou celistvé až trojlaločné. Květy mají asi 2 cm v průměru, jsou bílé a jsou uspořádány do bohatých květenství, úžlabních i vrcholových vidlanů. Okvětní lístky jsou nejčastěji 4, jsou za květu rozestálé až nazpět ohnuté, bílé, lysé, jen dole na okraji běloplstnaté, úzce vejčité, nejčastěji 7–10 mm dlouhé. Ve skutečnosti se ale jedná o petalizované (napodobující korunu) kališní lístky, kdy korunní lístky chybí. Kvete v červnu až v srpnu. Tyčinek je mnoho. Gyneceum je apokarpní, pestíků je mnoho. Plodem je asi 4–5 mm dlouhá nažka, která je na vrcholu zakončená dlouhým zakřiveným odstále chlupatým přívěskem. Nažky jsou uspořádány do souplodí. Počet chromozomů je 2n=16.

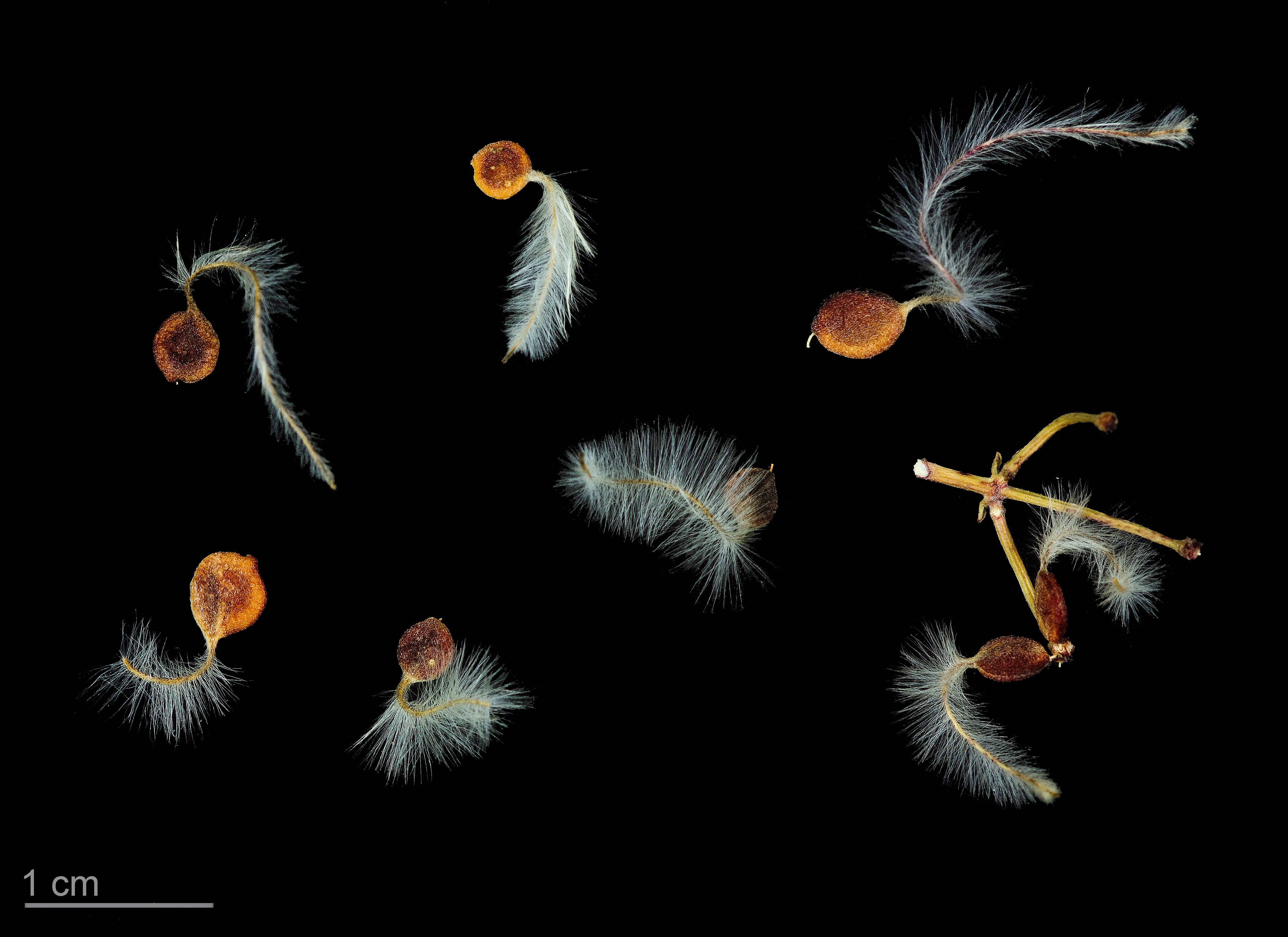
Nažky plaménku palčivého

## Rozšíření
Plamének palčivý je přirozeně rozšířen ve Středozemí, izolovaně v severní Africe, v Malé Asii na východ po Írán. Jinde je jen pěstovaným, popř. zdomácnělý. V České republice je nepůvodní, ale je to často pěstovaná okrasná rostlina a vzácně zplaňuje.